# Miguel Monsalve
Miguel Ángel Monsalve González (Medellín, 27 febbraio 2004) è un calciatore colombiano, centrocampista del Grêmio.

## Carriera

### Club
Ha iniziato la sua carriera con l'Independiente Medellín all'età di quattro anni, seguendo le orme del fratello maggiore. Nonostante i club in Colombia non siano ufficialmente autorizzati ad avere giocatori di età inferiore ai cinque anni, Monsalve impressionò gli allenatori e venne inserito nella scuola-calcio. All'età di tredici anni venne invitato ad allenarsi con la prima squadra.
Esordì con il club il 15 ottobre 2020 in un pareggio per 1–1 con il Jaguares de Córdoba in Categoría Primera A. L'anno successivo venne inserito to dal quotidiano inglese The Guardian tra i sessanta migliori giovani giocatori di tutto il mondo nati nel 2004.
Nel 2024 si trasferisce al Grêmio, club della prima divisione brasiliana.

### Nazionale
Nel gennaio del 2023, è stato incluso dal selezionatore Héctor Cárdenas nella lista dei convocati della nazionale Under-20 partecipante al Campionato sudamericano di calcio Under-20 2023 organizzato in casa, raggiungendo il terzo posto finale. 
Il 9 maggio 2023 viene convocato per il Mondiale di categoria in Argentina.

## Statistiche

### Presenze e reti nei club
Statistiche aggiornate al 20 maggio 2022.
| Stagione        | Squadra                | Campionato      | Campionato | Campionato | Coppe nazionali | Coppe nazionali | Coppe nazionali | Coppe continentali | Coppe continentali | Coppe continentali | Altre coppe | Altre coppe | Altre coppe | Totale | Totale | Totale |
| Stagione        | Squadra                | Comp            | Pres       | Reti       | Comp            | Pres            | Reti            | Comp               | Pres               | Reti               | Comp        | Pres        | Reti        | Pres   | Reti   |        |
| --------------- | ---------------------- | --------------- | ---------- | ---------- | --------------- | --------------- | --------------- | ------------------ | ------------------ | ------------------ | ----------- | ----------- | ----------- | ------ | ------ | ------ |
| 2020            | Independiente Medellín | A               | 5          | 0          | CC              | 0               | 0               |                    | -                  | -                  |             | -           | -           | 5      | 0      |        |
| 2021            | Independiente Medellín | A               | 3          | 0          | CC              | 0               | 0               |                    | -                  | -                  |             | -           | -           | 3      | 0      |        |
| 2022            | Independiente Medellín | A               | 9          | 1          | CC              | 3               | 1               | CS                 | 0                  | 0                  |             | -           | -           | 12     | 1      |        |
| 2023            | Independiente Medellín | A               | 8          | 2          | CC              | 0               | 0               | CL                 | 5                  | 1                  |             | -           | -           | 13     | 3      |        |
| Totale carriera | Totale carriera        | Totale carriera | 25         | 3          |                 | 3               | 1               |                    | 5                  | 1                  |             | -           | -           | 33     | 4      |        |